# Xyris anceps
Xyris anceps är en gräsväxtart som beskrevs av Jean-Baptiste de Lamarck. Xyris anceps ingår i släktet Xyris och familjen Xyridaceae.

## Underarter
Arten delas in i följande underarter:
- X. a. anceps
- X. a. minima